# Arequipa
Arequipa egy nagyváros Peru déli részén, az azonos nevű tartomány és megye székhelye. Lakossága 2012-ben körülbelül 861 000 fő volt.
Peru harmadik legnagyobb városa, de a legnagyobb azok közül, amelyek nem tartoznak a fővárosi agglomerációhoz. Ipari, kereskedelmi és kulturális központ.
A város történelmi központját, amelynek legtöbb régi épülete tégla formájúra faragott, vulkanikus eredetű kövekből épült, az UNESCO 2000-ben a kulturális világörökség részévé nyilvánította.

## Története
A mai város területén a spanyol hódítás előtt csak néhány inka nemes és letepeített lakó (mitma) élt. Az első spanyolok, akik ide érkeztek és itt telepedtek le, a Domonkos-rendhez tartozó Pedro de Ulloa, Diego Manso és Bartolomé de Ojeda voltak. A várost azonban nem ők, hanem az 1540. augusztus 15-én Francisco Pizarro helytartójának, García Manuel de Carbajalnak a vezetésével ide érkező telepesek (szám szerint 96-an) alapították meg Villa Hermosa de Arequipa néven. A városi címet hivatalosan a következő évben kapták meg I. Károly spanyol királytól, csakúgy, mint a Misti vulkánt is ábrázoló címert: ez utóbbit 1541. október 7-én. 1575-ben Francisco de Toledo alkirály a lakók spanyol koronához való hűségének elismeréséül a Muy noble y muy leal ciudad („nagyon nemes és nagyon hűséges város”) címet adományozta a településnek, ezt pedig II. Fülöp és III. Fülöp király is megerősítette.
A lakók legfontosabb tevékenységévé a mezőgazdaság vált: hamar meghonosították a szőlőt és az olajbogyót, így (főként a Yauca vidékén) fellendült az olívaolaj, a bor és a szőlőből készült pálinka gyártása. A környéken nagy mennyiségben fellelhető vulkáni kőzetet felhasználva templomok, kolostorok és gazdag haciendatulajdonosok nagy házai épültek fel, amelyek mára értékes műemlékekké váltak. Az 1790-es években a város lakossága 37 000 volt, ebből 22 000 spanyol származású, 6000 indián, 5000 mesztic és 3700 afrikai (köztük 1200 rabszolga), így Arequipa a spanyolok egyik legfontosabb bástyájának számított (a fővárosban, Limában például 30% alatt volt a spanyolok aránya ugyanebben az időszakban). Többek között ennek volt köszönhető, hogy az élet nyugodtan, például lázadások nélkül telt a városban, bár földrengések (1582-ben, 1687-ben és 1784-ben) többször is nagy pusztítást végeztek itt.
Amikor a 19. század elején Latin-Amerikában sokhelyütt függetlenségi mozgalmak alakultak, a város kreol lakói közül is számosan ezen eszmék mellé álltak, de a város vezetése spanyolhű maradt. 1814-ben a függetlenségpárti cuzcói Mateo Pumacahua 5000 emberével legyőzte Francisco Picoaga seregeit, és bevonult Arequipába, ahol ideiglenes kormányzati juntát alakított. A várost azonban hamarosan visszaszerezték a spanyolpártiak, Pumacahua is elmenekült, de az umachiri csata után elfogták és 1815-ben kivégezték. Ugyancsak fontos szereplője volt a függetlenségi harcnak az arequipai költő, Mariano Melgar, aki szintén erre a sorsra jutott.
1856 végén Manuel Ignacio de Vivanco hívei (kezdetben egy Masías és egy Gamio nevű fiatal) felkelést indítottak a városban Ramón Castilla kormányzása ellen, aki szerintük a vidéki tartományok kárára használta fel az ország pénzügyi forrásait. A környéken állomásozó katonák többsége csatlakozott a felkeléshez, és kikiáltották a chilei száműzetéséből hazatérő Vivancót elnöknek. Ő azonban hiába járta végig a kikötőket, nem kapott segítséget, Castilla pedig Aricában maga köré gyűjtött egy kisebb sereget, és elvágta velük az Arequipát a kikötővel összekötő utat, megszüntetve ezzel a felkelők utánpótlási lehetőségeit, majd nyolc hónapig tartó ostrom alá vette a várost, amelyet végül 1858 márciusában vett be.
Ezután azonban a békésebb fejlődés évei köszöntöttek a városra: a déli vasút megnyitása és az Angliába irányuló egyre növekvő gyapjúexport fellendítette Arequipa iparát. 1931-ben újabb forradalom tört ki a településen, ezúttal Luis Sánchez Cerro pártján, Augusto Leguía elnök ellen, akit, miután a felkelés túlterjedt a város határain, meg is döntöttek.

## Látnivalók

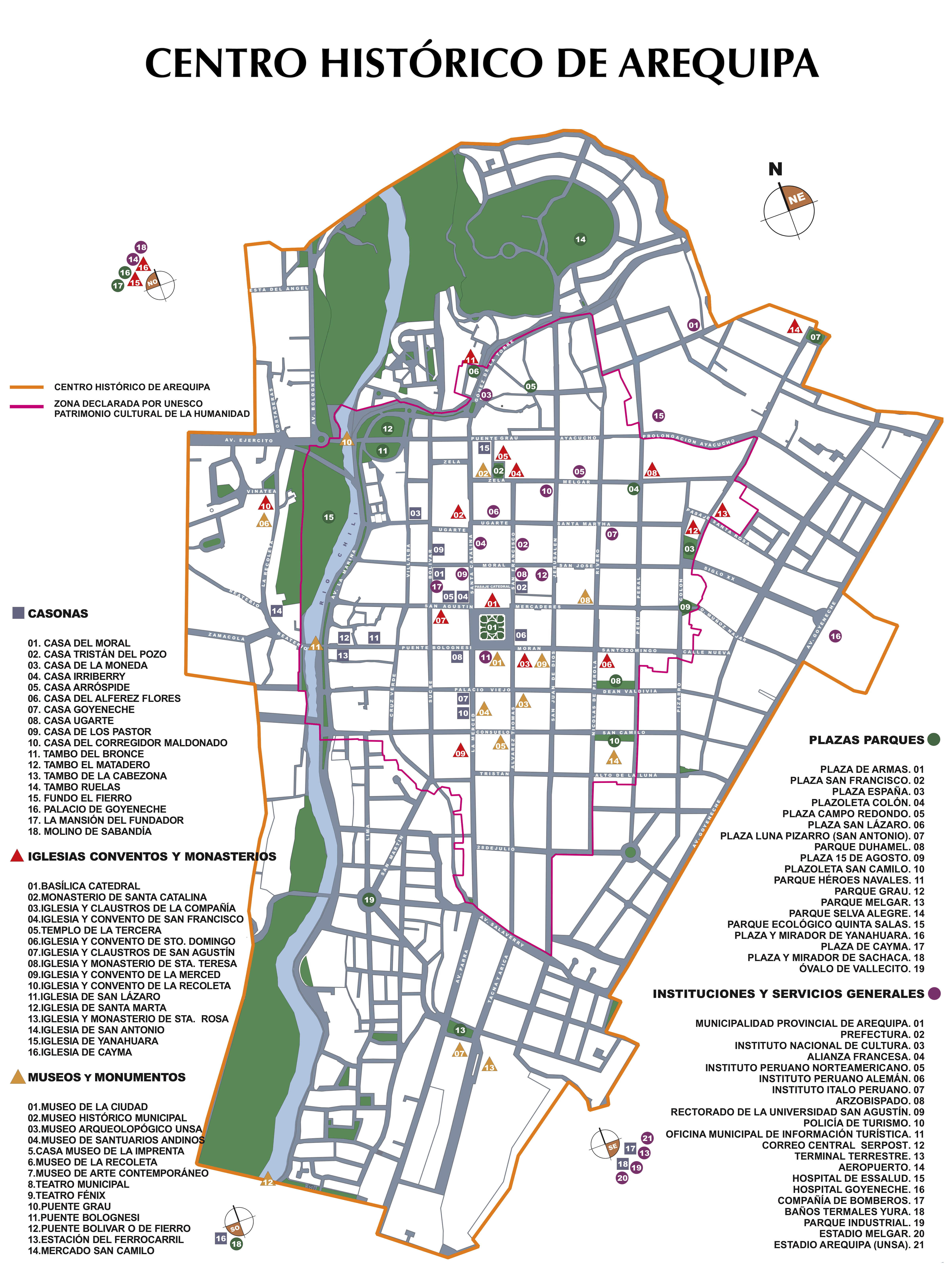
Arequipa történelmi központjának térképe

- Szent Mária-székesegyház
- Sziénai Szent Katalin-kolostor
- Iglesia de la Compañía (templom)
- Múzeumok
- Mercado San Camillo (piac)

### A környéken
- Colca Cañón
- Templomok (Iglesia y convento La Merced, Iglesia de San Francisco)

## Sport
A város legjelentősebb sportklubja az 1915-ben alapított FBC Melgar labdarúgócsapat, amely 1981-ben és 2015-ben is bajnoki címet szerzett. A Melgarnak nincs saját stadionja, hazai mérkőzéseiket a város legnagyobb, 60 000 férőhelyes pályáján, az Estadio Monumental de la UNSA-ban játsszák.